# 7 de agosto nos Jogos Olímpicos de Verão de 2008
7 de agosto foi o segundo dia de competições dos Jogos Olímpicos de Verão de 2008. Neste dia só foram disputadas partidas do futebol masculino.

## Esportes
- Futebol

## Destaques do dia

### Futebol
BRA 1:0 BEL 
O Brasil, mesmo não jogando bem, estréia no torneio vencendo a Bélgica pelo placar mínimo.
ARG 2:1 CIV 
A atual campeã olimpíca Argentina estreou com vitória sobre a Costa do Marfim.
HON 0:3 ITA 
Atual campeã do mundo e bronze em Atenas 2004, a Itália estreou com larga vitória sobre Honduras.